# Ensoniq ESQ-1
De Ensoniq ESQ-1 is een synthesizer die gemaakt werd door Ensoniq. De ESQ-1 werd in 1986 geïntroduceerd en werd tot 1988 gebouwd.

## Eigenschappen
De ESQ-1 was 8-stemmig polyfoon en was uitgerust met 3 digitale oscillatoren per stem. Elke DCO kon gebruikmaken van 1 van 32 verschillende golfvormen. Sommige hiervan waren eenvoudig, zoals een zaagtand of driehoek, andere waren samples van bijvoorbeeld piano of stem.
De ESQ-1 had 3 LFOs, een analoog 4-polig resonant laagdoorlaat filter en 4 envelope generatoren. De ESQ-1 was uitgerust met 61 aanslaggevoelige toetsen, een volledige MIDI implementatie, opslagruimte voor 40 patches (klanken), een geheugencartridge aansluiting en een 8-sporen sequencer.
Het klavier van de ESQ-1 heeft zelf geen aftertouch, maar aftertouch is wel aanstuurbaar via MIDI.

## Klankmodule
Er was ook een versie zonder toetsen. De specificaties van dit model, de ESQ-M, is gelijk aan die van de ESQ-1, op het ontbreken van de sequencer na.